# Юнис Нютън Фут
Юнис Нютън Фут (на английски: Eunice Newton Foote) е американски учен, изобретател и борец за правата на жените. Тя е първият учен, който стига до заключението, че някои газове се затоплят, когато са изложени на слънчева светлина, и че повишаването на нивата на въглероден диоксид ще промени атмосферната температура и може да повлияе на климата, явление, известно като парников ефект. 

## Биография
Родена в Кънектикът, Фут израства в Ню Йорк, в центъра на тогавашните социални и политически движения като активизъм за премахване на робството и за права на жените, както и срещу алкохола. От седемнадесет до деветнадесетгодишна възраст посещава Женската семинария в Троя и училището „Ранселар“, като получава широко образование в научната теория и практика.
След брака си за адвоката Елиша Фут през 1841 г. Фут се установява в Сенека Фолс, Ню Йорк. 
Юнис Фут е съседка и приятелка на суфражистката Елизабет Кейди Стантън и присъства на Конвенцията на Сенека Фолс от 1848 г., първата конвенция за правата на жените. Като член на редакционния комитет на конвенцията, Фут и нейният съпруг Елиша подписват декларация за равни социални права и право на глас на жените. Фут е една от петте жени, които подготвят протоколите от конвенцията за публикуване; другите са Стантън, Елизабет М'Клинток, Мери Ан М'Клинток и Ейми Поуст.
През 1856 г. Фут публикува статия, забележителна с това, че демонстрира абсорбцията на топлина от въглеродния диоксид и водните пари и излага хипотезата, че променящите се количества въглероден диоксид в атмосферата ще променят климата. Това е първата известна публикация от американка в научно списание в областта на физиката. Фут публикува втора статия през 1857 г. за статичното електричество в атмосферните газове. Въпреки че не е член на Американската асоциация за напредък на науката, и двете ѝ статии са прочетени на годишните конференции на организацията – единствените статии в областта на физиката, написани от американка преди 1889 г.
Фут патентова няколко изобретения.

## Научен принос и признание
Фут умира през 1888 г. и в продължение на почти сто години приносът ѝ е неизвестен, преди да бъде преоткрит от жени академици през ХХ век. През XXI век възниква нов интерес към Фут, когато се разбира, че нейните изследвания предшестват откритията, направени от Джон Тиндал, считан от учените за първия човек, който експериментално показва чрез инфрачервено лъчение механизма на парниковия ефект. Подробно изследване на трудовете на Фут от съвременни учени потвърждава, че години преди Тиндал да публикува статията си през 1859 г., Фут открива, че водните пари и въглеродния диоксид абсорбират топлина от слънчевата светлина. Освен това нейното мнение, че промените в атмосферните нива на водни пари и въглероден диоксид ще доведат до изменение на климата, предшества публикацията на Тиндал от 1861 г. с пет години. Поради ограниченията на нейния експериментален дизайн и вероятно липсата на познания за инфрачервеното лъчение Фут не изследва или открива абсорбцията и излъчването на лъчиста енергия в рамките на топлинния инфрачервен диапазон, което е причината за парниковия ефект. През 2022 г. Американският геофизичен съюз учредява в нейна чест медала за природни науки „Юнис Нютън Фут“, за да признае изключителните ѝ научни изследвания.

## Публикации
- Foote, Eunice. Circumstances Affecting the Heat of the Sun's Rays //  The American Journal of Science and Arts 22 (65).   New York, New York, G. P. Putnam & Company, September 1856. OCLC 1280516952. с. 382 – 383.
- Foote, Eunice. On a New Source of Electrical Excitation //  Proceedings of the American Association for the Advancement of Science: Eleventh Meeting.   Cambridge, Massachusetts, Joseph Lovering, August 1857. OCLC 923936325. с. 123 – 126.
- US patent 28265, Foote, Eunice N., "Filling for Soles of Boots and Shoes", published May 15, 1860
- US patent 45149, Foote, Eunice N., "Improvement in Paper-Making Machines", published November 22, 1864